# Sky-Executive-Airlines-Flug 401
Der Sky-Executive-Flug 401  (Flugnummer: SXC401) war ein inländischer Positionierungsflug einer Let L-410UVP der nigerianischen Fluggesellschaft Sky Executive Airlines am 21. Mai 2002 von Port Harcourt nach Calabar. Aufgrund einer Ablenkung der Besatzung durch ein elektrisches Problem an Bord wurde die Maschine in einen Sumpf gesteuert, wobei alle fünf Insassen starben.

## Maschine
Bei der betroffenen Maschine handelte es sich um eine Let L-410UVP Turbolet aus tschechoslowakischer Produktion. Die Maschine mit der Werknummer 851402 und der Modellseriennummer 14-02 wurde 1985 im Werk der Let Kunovice gebaut. Die Maschine wurde anschließend im Februar 1985 mit dem Luftfahrzeugkennzeichen CCCP-67498 an die Aeroflot ausgeliefert. Nach dem Zusammenbruch der Sowjetunion wurde die Maschine im Jahr 1993 auf das russische Kennzeichen RA-67498 umgemeldet. Im August 1995 wurde die Maschine mit dem swasiländischen Luftfahrzeugkennzeichen 3D-RAA zugelassen und durch die DIMAC eingesetzt. Im April 1996 wurde die Maschine auf das Kennzeichen 3D-NDV umgeschrieben und durch die Sabin Air genutzt. Im November 1996 wurde die Maschine durch Aero Comores eingesetzt, im Dezember 1996 wieder durch die DIMAC. Im September 1997 wurde die Maschine auf die Congo Commercial Airlines zugelassen, einen Monat später wurde sie auf das Kennzeichen 9Q-CGX umgeschrieben. Im Oktober 1999 wurde die Maschine auf die City Connexion umgeschrieben, im Jahr 2000 auf die Eagle Aviation und im Februar 2002 schließlich auf die Sky Executive Airlines. Das zweimotorige Regionalverkehrsflugzeug war mit zwei Turboprop-Triebwerken des Typs Walter M601D ausgestattet. Bis zum Zeitpunkt des Unfalls hatte die Maschine eine Gesamtbetriebsleistung von 8.086 Betriebsstunden absolviert.

## Insassen
Es befand sich eine fünfköpfige Besatzung an Bord, die die Maschine im Auftrag der nigerianischen Sky Executive Airlines flog.

## Unfallhergang
Vor dem Start soll der leitende Mechaniker den Kohlenbürstensatz des steuerbordseitigen Anlassers erneuert haben. Die Maschine startete um 16:30 Uhr in Abuja zum Flug nach Port Harcourt. Dort angekommen, stiegen alle Passagiere aus und die Maschine startete um 18:50 Uhr zum Positionierungsflug nach Calabar, wo die Maschine um 19:27 Uhr hätte landen sollen. Im Anflug auf den dortigen Flughafen erklärten die Piloten aufgrund eines elektrischen Defekts Luftnotlage. In einer Entfernung von 65 km zum Zielflughafen leiteten die Piloten einen Sinkflug auf 2.500 Fuß Höhe ein. Nach Erreichen dieser Höhe wurde der Sinkflug fortgesetzt, bis die Maschine um 19:42 Uhr Ortszeit in einem Sumpf aufschlug.

## Ursache
Die Unfalluntersuchung ergab, dass die Maschine aufgrund eines verfrüht eingeleiteten Sinkfluges aus einer Flughöhe von 2.500 Fuß mit dem Gelände kollidiert war. Als beitragender Faktor wurde vermerkt, dass die Besatzung aufgrund einer Ablenkung durch den Fehler in der elektrischen Anlage versäumt hatte, die Fluginstrumente zu überwachen. Widrige Wetterbedingungen im Zusammenhang mit niedrig hängenden Wolken hätten zudem die Sicht behindert. Im Rahmen der Unfalluntersuchung stellte sich auch heraus, dass die Maschine nicht im Einklang mit den Wartungsplänen gewartet worden war. So seien die Triebwerke nicht entsprechend den Standardverfahren gewartet worden, außerdem seien weder die Maschine noch ihre Besatzung ordentlich dokumentiert gewesen. Der vorgeschriebene Wartungstermin sei seit 248 Betriebsstunden überfällig gewesen, außerdem sei entgegen den Vorschriften der nigerianischen Luftfahrtaufsichtsbehörde weder ein Flugdatenschreiber noch ein Stimmenrekorder an Bord gewesen.